# Edward Kar
Edward Kar (ur. 12 sierpnia 1954) – liberyjski lekkoatleta specjalizujący się w biegach średniodystansowych, olimpijczyk.
w 1972 roku reprezentował swój kraj na igrzyskach w Monachium, startował w biegu na 1500 m mężczyzn – odpadł w eliminacjach z czasem 4:21,4. 